# قرار مجلس الأمن التابع للأمم المتحدة رقم 1883
قرار مجلس الأمن التابع للأمم المتحدة رقم 1883 المتخذ بالإجماع في 7 أغسطس 2009.

## القرار
جدد مجلس الأمن دعمه لشعب وحكومة العراق في جهودهما «لبناء دولة آمنة ومستقرة وفيدرالية وموحدة وديمقراطية، على أساس سيادة القانون واحترام حقوق الإنسان»، ومدد ولاية بعثة الأمم المتحدة في البلد لمدة عام آخر.
وباعتماد القرار 1883 (2009) بالإجماع، قرر المجلس كذلك أن يواصل الممثل الخاص للأمين العام وبعثة الأمم المتحدة لتقديم المساعدة إلى العراق (يونامي) متابعة ولايتهما الموسعة، وفقاً لطلب حكومة العراق والمنصوص عليها في القرارين 1770 (2007) و1830 (2008).
من خلال هذه النصوص، وسع المجلس من دور المنظمة السياسي في العراق، بهدف جمع الفصائل المتناحرة في البلد الذي مزقته الفتنة، وكسب دعم أوسع من الدول المجاورة، ومعالجة الأزمة الإنسانية المتفاقمة. تم تفويض رئيس بعثة الأمم المتحدة لمساعدة العراق، من بين أمور أخرى، «بتقديم المشورة والدعم والمساعدة» للحكومة العراقية في دفع «الحوار الوطني الشامل والمصالحة السياسية»، ومساعدة الحكومة والمؤسسات ذات الصلة على تطوير عمليات لإجراء الانتخابات والاستفتاءات. كما تم توسيع دور الممثل الخاص في تعزيز الحوار الإقليمي، بما في ذلك بشأن قضايا أمن الحدود والطاقة واللاجئين.
واعترافا بأن أمن موظفي الأمم المتحدة أمر أساسي لقيام البعثة بعملها، دعا المجلس حكومة العراق والدول الأعضاء الأخرى إلى مواصلة توفير الدعم الأمني واللوجستي لوجود الأمم المتحدة في البلد. وفي هذا الصدد، دعا الدول الأعضاء إلى مواصلة تزويد البعثة بالموارد المالية واللوجستية والأمنية والدعم الذي تحتاجه.
وعبر المجلس عن عزمه مراجعة تفويض البعثة في غضون 12 شهرًا أو قبل ذلك، إذا طلبت الحكومة العراقية ذلك، طلب المجلس من الأمين العام تقديم تقرير ربع سنوي عن التقدم المحرز نحو الوفاء بجميع مسؤوليات بعثة الأمم المتحدة.